# Kap Freshfield
Das Kap Freshfield ist ein vereistes Kap an der ostantarktischen Georg-V.-Küste. Es liegt zwischen der Deakin Bay und dem Cook-Schelfeis.
Die Küstenlinie in der Nähe des Kaps wurde erstmals grob bei der United States Exploring Expedition (1838–1842) unter der Leitung des US-amerikanischen Polarforschers Charles Wilkes kartiert. Das Kap selbst wurde 1912 von Teilnehmern der Australasiatischen Antarktisexpedition unter der Leitung des australischen Polarforschers Douglas Mawson kartografisch erfasst. Mawson benannte es nach Douglas William Freshfield (1845–1934), damaliger Präsident der Royal Geographical Society.